# Nintu
Nintu je božica spomenuta u babilonskom mitu o stvaranju ljudi. Ona je opisana kao skromna božica, koju su poslije iz časti zvali "gospodaricom", jer je stvorila ljude. Zvali su je i Mama, Mami i Mamitum. Moguće je da je riječ "mama" povezana s jednim od Nintinih imena.  

## Stvaranje ljudi
Veliki bogovi Annuaki su postali vladari svijeta i cijelo su se vrijeme samo zabavljali. Manji bogovi - Igigi - obavljali su sav rad na svijetu. Ali jednog su se dana pobunili i Annuaki su bili u neprilici. Zato su žrtvovali jednog boga - Kingua, te je bog Enki napravio smjesu gline i krvi Kingua. Tu je smjesu dao Ninti, koja ju je rasporedila u 14 posuda - sedam za žene i sedam za muškarce. Nakon devet mjeseci, rođeni su prvi ljudi, izdignuti iz gline.